# Idali
Idali o Idaci (Barcelona?, segle VII - 689) fou bisbe de Barcelona entre el 666 i el 689. Fou amic del metropolità Julià de Toledo, amb qui tractà en el XV Concili de Toledo del 688 i que escriví, a petició d'Idaci, el Prognosticon futuri saeculi. El 689 envià aquest tractat a Sunifred, metropolità de Narbona, amb el prec de difondre'l entre els seus sufraganis. Morí vell, a Barcelona, poc després, cap al 689,
Idali fou el successor de Quirze al bisbat de Barcelona
des de prop de l'any 666 fins al de 689, o poc més; que no havent pogut assistir al XIII Concili de Toledo celebrat l'any 683 va enviar vicari a Laülf, el seu diaca, qui va confirmar que estableix el sínode subscrivint així": «Laulfus Diaconus agens vicem Idalii episcopi Barcinonensis», i que Idali assistí personalment al XV Concili de Toledo, tingut l'any 688, en què va presidir tots els co-provincials d'Espanya i de la Gàl·lia Narbonesa, immediat al metropolità de Mèrida que llavors va tractar més íntimament amb sant Julià, que Idali va persuadir d'escriure l'obra «Prognosticon futuri saeculi», i la va dedicar sant Julià amb l'altra intitulada «Responsiones», en què reprodueix i deté aquells cànons i lleis, que prohibeixen que els cristians siguin serfs dels infidels. Idali morí entrat l'any 689 essent succeït pel bisbe Pasqual, deixant fama de benaurat, per la qual raó Gerónimo Paulo en el catàleg que és a la fi de la seva obra li diu Santíssim.
Domenech el posa entre els sants que no se sap haver sigut canonitzats, però que es tenen per homes il·lustres en santedat, i Diago el situa, sense cap restricció en el catàleg dels Sants de Barcelona. Tot i que aquest Gerónimo Paulo diu en el catàleg esmentat, que Idali va escriure molt: pluralitat scripsit, i al cap. 4t de l'obra «Pauca quaedam per intervalla podagrae». No es coneixen altres escrits d'Idali que la carta que va escriure a sant Julià en acció de gràcies d'haver-li remès el «Prognosticon futuri saeculi», i la que dirigí a Sunified metropolità de Narbona enviant aquesta mateixa obra «Prognosticon», que aquest prelat li havia demanat ;. Aquestes dues cartes les va donar a llum la primera vegada Lucas d'Acheri en el tom primer de la seva «Spicilegium», copiades d'un manuscrit del monestir de Corvey, i d'aquestes en fa esment D. Nicolás Antonio quan tracta d'Idali en la pàg. 309 del tom 1r de la «biblioteca antigua española».
Julià li dedicà una altra obra, perduda, i el tractà de sant, fama que ha passat a la literatura posterior. No es va incloure, però, en els santorals posteriors a la reforma del segle xvi i malgrat que apareix esmentat com a sant en cròniques i històries (Domènec, Pujades, etc.), mai no ha tingut una veneració popular i el seu probable culte antic s'ha perdut.